# Terrano de Arequipa-Antofalla
El terrano de Arequipa-Antofalla es un zócalo geológico que se encuentra debajo de los Andes centrales en el noroeste de Argentina, el oeste de Bolivia, el norte de Chile y el sur de Perú. Geológicamente corresponde a un cratón, terrano o bloque de corteza continental.
Arequipa-Antofalla colisionó y se amalgamó con el cratón amazónico hace aproximadamente 1.000 millones de años, durante la orogenia de Sunsás. Como un terrano, Arequipa-Antofalla tenía forma de cinta durante el Paleozoico, una época en que estaba limitada al oeste por el océano de Jápeto y al este por el de Puncoviscana.